# 林浩鈞
林浩鈞（Lam Ho Kwan，1987年4月7日—），生於香港，香港足球運動員，司職後衛，現效力香港乙組聯賽球隊油尖旺。

## 球員生涯
林浩鈞生於香港，在15歲時得知南區區隊進行招募，並與同學抱着玩的心態去參加選拔，結果他成功投考當時在丙組聯賽角逐的南區，更在2011年以隊長身份帶領南區擊敗花花奪得初級組銀牌冠軍，結果他在2012年隨南區升班到甲組聯賽，雖然南區在2014年球季結束後佈不參加新成立的港超聯， 而他都隨球會留在甲組角逐，直到2015年7月再協助南區升班上港超聯，而隨着南區不斷獲有實力的球員加盟，令他長居後備上陣時間不多，其後他在對傑志的季後附加賽決賽正選上陣，可惜最終南區以0–2落敗。結果，林浩鈞於2018年球季後正式結束職業業球員生涯。

## 球場以外
隨着冠忠南區於2015年球季重返港超聯後，獲冠忠巴士冠名贊助，並對球員推行「球員生活及退役計劃」，參與者可在贊助集團內兼職及吸取社會經驗，當中林浩鈞就在贊助商冠忠巴士內兼職司機，為退休後的未來賺取經驗。 

## 外部連結
- 香港足球總會網頁球員資料 （页面存档备份，存于）